# Dístilo (arquitectura)

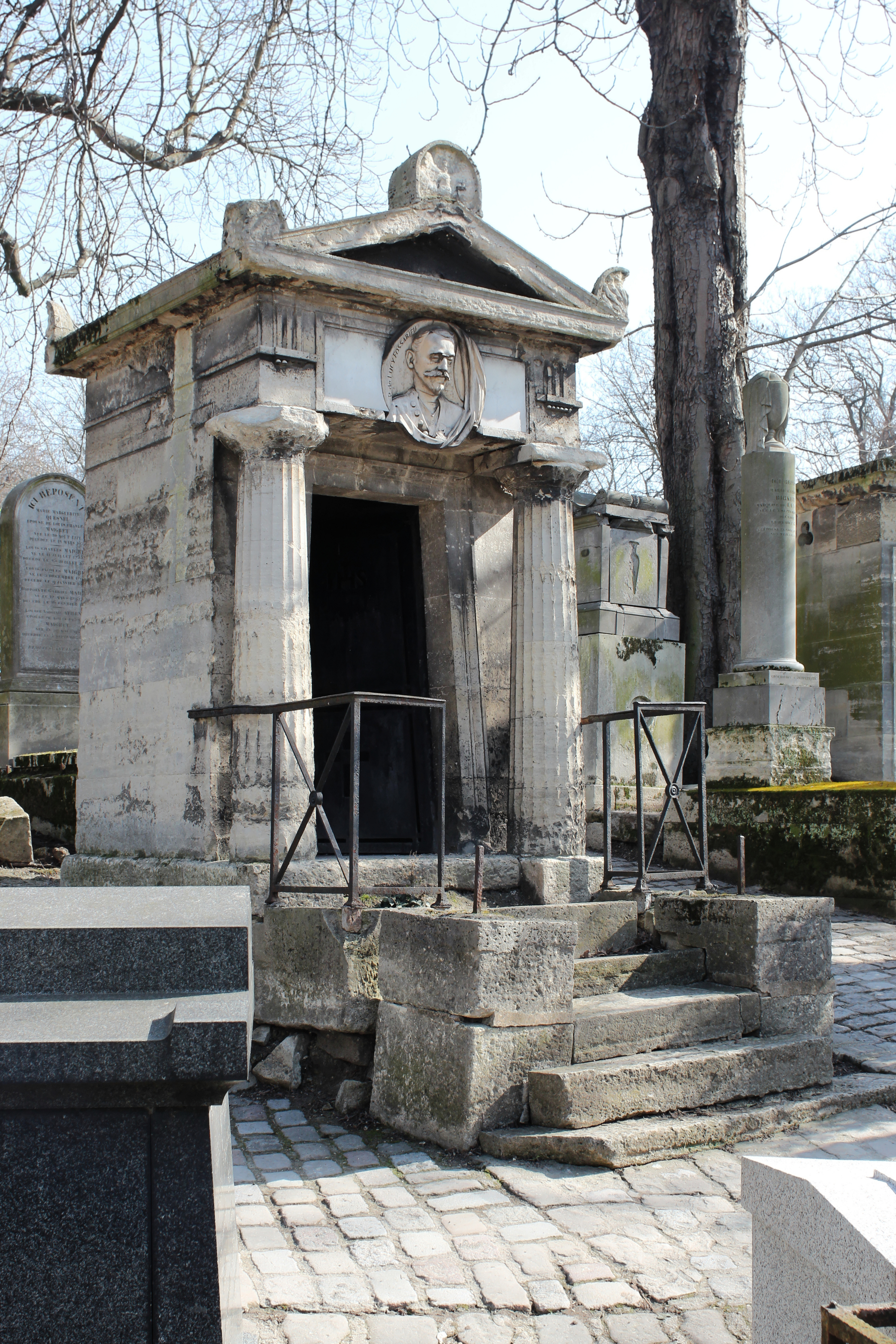
Dístilo en una capilla neoclásica en forma de templo romano dístilo con columnas dóricas.

Un dístilo (del griego: distylos, "con dos columnas") es una estructura similar a un templo con dos columnas en fachada.
Por extensión, un dístilo también puede significar un dístilo in antis, el diseño original del templo griego, donde se colocan dos columnas entre dos antas.
Esta característica se encuentra a veces en templos romanos o monumentos antiguos o de estilo neoclásico.
|                                                        |
| Hucha helenística en forma de templo con dos columnas. |

| |
| Dístilo en monumento conmemorativo funerario dedicado al emperador César Nerva Trajano. Zalamea de la Serena (España). |